# Josep Thió

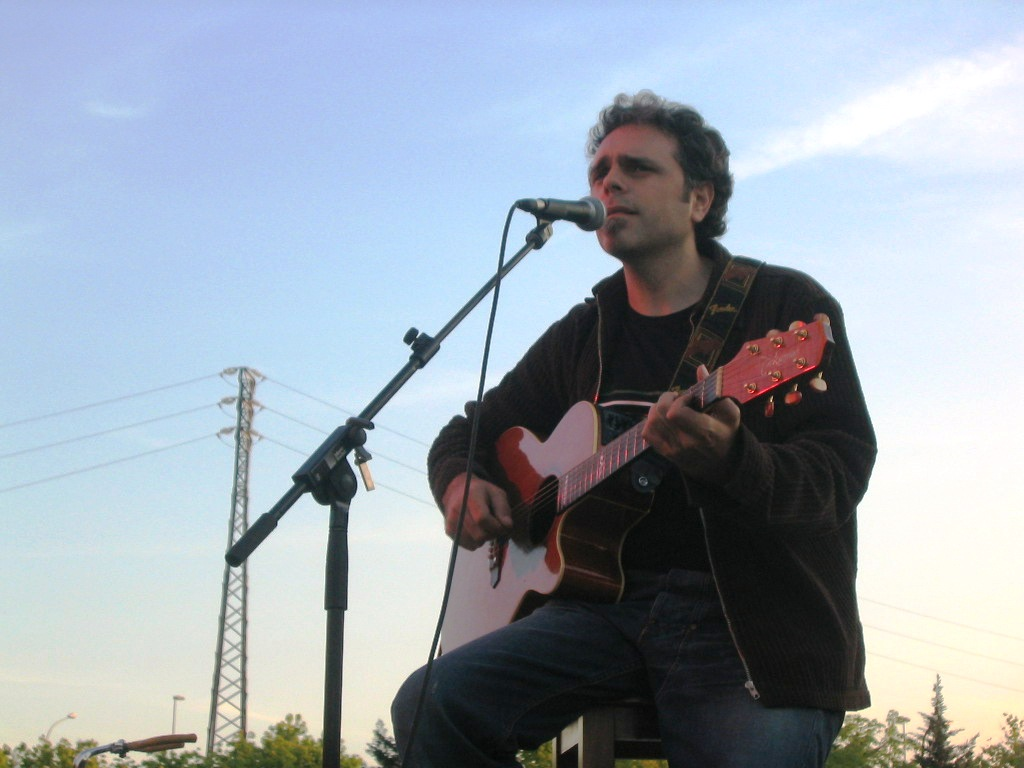
Josep Thió

Josep Thió (Barcelona, 1965) is een Catalaanse muzikant en componist. Vanaf 1986 zong hij en speelde hij gitaar bij de in 2002 ontbonden Catalaanse rock-popgroep Sopa de Cabra ('Geitensoep').
Samen met tekstdichter Gerard Quintana schreef hij veel van de bekendste hits van de groep: L'Empordà, Podré tornar enrere, Mai trobaràs, El far del sud, El boig de la ciutat en Camins. Na de ontbinding van de muziekgroep in 2002 ging hij alleen verder en bracht hij bij platenmaatschappij Música Global drie succesvolle cd's uit: Avui és demà (2004), 5.000 nits (2006) en Els teus cels (2008).
- Biblioteca Nacional de España: XX1056430
- Bibliothèque nationale de France: cb16646193d (data)
- MusicBrainz: 08ad3ebc-4c19-43ab-9c7b-16c84479f800
- Virtual International Authority File: 292804586
- WorldCat: E39PBJxWYJWghmgGkHbbbHmjmd